# Valerij Levoněvskij
Valerij Stanislavovič Levoněvskij (bělorusky Вале́ры Станісла́вавіч Леване́ўскі; * 15. srpna 1963, Grodno Bělorusko) je běloruský politický a veřejný činitel, podnikatel, bývalý politický vězeň. Amnesty International jej prohlásila vězněm svědomí.

## Životopis
Narodil se v Grodně v početné rodině.
Vedl Grodněnské oblastní veřejné sdružení pro ochranu práv daňových poplatníků, spotřebitelů a motoristů, Grodněnské Informačně-právní středisko, Grodněnské centrum pro ochranu práv spotřebitele.
Od roku 1996 je v čele Stávkového výboru (Stačkoma) podnikatelů Běloruska. Organizátorem masových akcí protestů podnikatelů v Bělorusku, za něž byl mnohokrát zatýkán, pokutován a trestně stíhán. Zakladatel a šéfredaktor celostátního Zpravodaje "Podnikatel" . Několikrát kandidoval ve volbách jako kandidát na poslance do místních a celostátních zákonodárných orgánů. Každá registrace kandidáta na poslance byla zamítnuta z politických důvodů.
V roce 2001 byl navržen jako jeden z kandidátů na funkci prezidenta republiky Bělorusko .
V letech 2004 až 2006 si odpykával trest odnětí svobody, s propadnutím majetku, dle čl. 368, díl. 2 trestního zákoníku republiky Bělorusko (urážka prezidenta republiky Bělorusko).
Koníčky: box, šachy, fotografování, elektronika, programování, filozofie, právní věda.
Je ženatý, má čtyři děti.